# Kanianka
Kanianka (em húngaro: Kányahegy) é um município da Eslováquia, situado no distrito de Prievidza, na região de Trenčín. Tem 7,94 km² de área e sua população em 2018 foi estimada em 4.017 habitantes.

## Demografia
| Ano:        | 1994 | 2004   | 2014   | 2024   |
| ----------- | ---- | ------ | ------ | ------ |
| Broj ljudi: | 3642 | 3990   | 4132   | 3802   |
| Razlika:    |      | +9,55% | +3,55% | -7,98% |

| Ano:               | 2023 | 2024   |
| ------------------ | ---- | ------ |
| Número de pessoas: | 3846 | 3802   |
| Diferença:         |      | -1,14% |